# Henry Voulonne
Henry Voulonne est un maître écrivain actif à Marseille au début du XVIIIe siècle.

## Biographie et œuvres
Il est uniquement connu comme ayant signé à Marseille, en 1708, le Livre d'aritmétique pour les ecolliers et hommes d'affaires. Erigée dans son ecolle tant pour aprandre les enfans que pour faire toutes sortes de comptes, de Jean Arnoux.
Peut-être est-il d'origine carpentrassienne, où des Voulonne sont signalés.